# Kustaa Vilkuna
Kustaa Gideon Vilkuna, född 26 oktober 1902 i Nivala, Finland, död 6 april 1980 i Kyrkslätt, var en finsk etnolog, historiker och ledamot av Finlands akademi.

## Biografi
Vilkuna var son till hemmansägaren August Wilkuna och mejerskan Anna Nikula. Åren 1909–12 gick han en månad varje år i den ambulerande skolan. Folkskolan gick han sedan i Nivala kyrkby och kom senare i privat mellanskola, innan han tog studentexamen 1923 vid gymnasiet i Lappo. Vilkuna fortsatte sedan sina studier vid Helsingfors universitet med finska språket som huvudämne och etnologi, arkeologi och finsk och skandinavisk historia som sidoämnen. Han avlade fil. kand.-examen 1927 men fortsatte senare sina studier och försvarade 1936 sin doktorsexamen i etnologi. 
Som etnolog ägnade sig Vilkuna åt funktionalismen och detta kom att dominera hans politiska verksamhet, som mycket påverkades av etnologen Uuno Sirelius och arkeologen A. M. Tallgren. Inom politiken började Vilkuna agera i slutet av 1930-talet då han närmat sig Agrarförbundet. När han gick med i Agrarförbundet 1936 hade han tillsammans med Kaarlo Hillilä och Urho Kekkonen beslutat att göra Kyösti Kallio till en ledare ”bara genom att skriva” om honom. På detta sätt kunde han också börja omskapa Kekkonen till ledare.
Efter vinterkrigets utbrott blev Vilkuna chef för krigscensurväsendet i Helsingfors. Med undantag för ett kort avbrott verkade han där fram till våren 1943, då han fortsatte som chef för Statens informationsverk.
Vilkuna var aktiv inom politiken redan under krigsåren, men han ökade sina insatser efter kriget. Med tiden blev han allt mera engagerad inom Agrarförbundet, främst för att stödja Kekkonen. I egenskap av politisk rådgivare kunde han även stärka sin egen politiska profil.
Efter fredsslutet fortsatte Vilkuna sin forskning, tills han 1950 utsågs till professor i finsk-ugrisk etnografi vid Helsingfors universitet. Han blev sedan ledamot av Finlands Akademi 1959, en utnämningen som ansågs vara den mest tydliga av president Kekkonens politiska utnämningar under denna period.
Som opinionsbildare ville Vilkuna också påverka den finländska vetenskaps- och informationspolitiken, det förstnämnda tillföljd av hans yrke, det senare genom hans erfarenheter i Statens informationsverk från krigsåren. Hans försök att bli generaldirektör för Rundradion efter Hella Wuolijoki misslyckades dock.
Vilkuna var verksam inom vetenskapspolitiken och han arbetade under olika perioder som docent, professor, dekan och var undervisningsminister i cirka fyra månaders tid i Reino Kuuskoskis tjänstemannaregering 1958. År 1969 medverkade han slutligen till att den gamla Finlands Akademi lades ned och den nya grundades.
Vilkuna är begravd med sin fru på Brändö kyrkogård i Helsingfors. De anhöriga donerade 1993 hela Vilkunas upphovsrätt till Finska Kulturfonden för inrättandet av Mellersta Österbottensfonden.

## Arbeten (i urval)

### Vetenskapliga studier
- Varsinaissuomalaisten kansanomaisesta taloudesta ja kulkuneuvoista väitöskirja, 1935,
- Die Pfluggeräte Finnlands, 1971,
- Lohi: Kemijoen ja sen lähialueen lohenpyynnin historia, 1974.

### Faktaböcker för allmänheten
- Isien työ: Maan ja veden viljaa, 1943,
- Työ ja ilonpito, 1946,
- Vuotuinen ajantieto, 1950,
- Oma nimi ja lapsen nimi, 1959,
- Sanan Valvontaa: Sensuuri 1939-1944, 1962,
- Suuri nimipäiväkalenteri, 1969.